# Austrian Football League 2004
La Austrian Football League 2004 è stata la 20ª edizione del campionato austriaco di football americano di primo livello, organizzato dalla AFBÖ.

## Squadre partecipanti
| Club                  | Città                    | Stadio | Sponsor ufficiale | Risultato nella stagione 2003 |
| --------------------- | ------------------------ | ------ | ----------------- | ----------------------------- |
| Carinthian Cowboys    | Klagenfurt am Wörthersee |        |                   |                               |
| Carinthian Falcons    | Klagenfurt am Wörthersee |        |                   |                               |
| Cineplexx Blue Devils | Hohenems                 |        |                   |                               |
| Danube Dragons        | Vienna                   |        |                   |                               |
| Graz Giants           | Graz                     |        | Turek             |                               |
| Tirol Raiders         | Innsbruck                |        |                   |                               |
| Vienna Vikings        | Vienna                   |        |                   |                               |

## Stagione regolare

### Calendario

#### 1ª giornata
| 27 marzo 2004 | Carinthian Falcons | 12 – 55 (0-13 6-15 0-14 6-13) | Danube Dragons | (200 spett.) |

#### 2ª giornata
| 3 aprile 2004 | Tirol Raiders | 40 – 20 (14-0 6-6 20-0 0-14) | Cineplexx Blue Devils | (1600 spett.) |

| 3 aprile 2004 | Danube Dragons | 10 – 62 (3-13 7-28 0-14 0-7) | Vienna Vikings | (2048 spett.) |

| 4 aprile 2004 | Carinthian Cowboys | 12 – 60 (6-7 0-30 6-9 0-14) | Graz Giants | (150 spett.) |

#### 3ª giornata
| 17 aprile 2004 | Graz Giants | 19 – 51 (0-15 7-15 6-14 6-7) | Vienna Vikings | (1300 spett.) |

| 18 aprile 2004 | Danube Dragons | 21 – 49 (0-7 0-14 7-28 14-0) | Tirol Raiders | (600 spett.) |

#### 4ª giornata
| 24 aprile 2004 | Tirol Raiders | 45 – 22 (7-7 21-0 7-7 10-8) | Graz Giants | (1600 spett.) |

| 25 aprile 2004 | Vienna Vikings | 47 – 8 (0-0 19-0 21-0 7-8) | Cineplexx Blue Devils | (2500 spett.) |

#### 5ª giornata
| 2 maggio 2004 | Cineplexx Blue Devils | 20 – 28 (7-7 7-7 0-7 6-7) | Graz Giants | (1000 spett.) |

| 2 maggio 2004 | Vienna Vikings | 48 – 20 (27-0 14-0 7-6 0-14) | Carinthian Falcons | (2300 spett.) |

| 2 maggio 2004 | Danube Dragons | 35 – 7 (7-0 14-0 0-7 14-0) | Carinthian Cowboys | (600 spett.) |

#### 6ª giornata
| 16 maggio 2004 | Carinthian Cowboys | 26 – 10 (0-0 0-7 6-3 20-0) | Carinthian Falcons | (400 spett.) |

#### 7ª giornata
| 22 maggio 2004 | Cineplexx Blue Devils | 35 – 0 (a tavolino) | Carinthian Cowboys |  |

| 23 maggio 2004 | Carinthian Falcons | 8 – 40 (0-20 0-20 0-0 8-0) | Tirol Raiders | (100 spett.) |

#### 8ª giornata
| 29 maggio 2004 | Vienna Vikings | 35 – 14 (7-7 14-7 7-0 7-0) | Tirol Raiders | (2800 spett.) |

#### 9ª giornata
| 5 giugno 2004 | Carinthian Falcons | 14 – 46 (7-6 7-18 0-14 0-8) | Cineplexx Blue Devils | (100 spett.) |

#### 10ª giornata
| 12 giugno 2004 | Cineplexx Blue Devils | 20 – 28 (6-7 0-0 0-14 14-7) | Danube Dragons |  |

| 12 giugno 2004 | Graz Giants | 52 – 0 (28-0 17-0 7-0 0-0) | Carinthian Falcons | (150 spett.) |

| 12 giugno 2004 | Tirol Raiders | 48 – 12 (21-0 21-6 6-0 0-6) | Carinthian Cowboys | (1200 spett.) |

#### 11ª giornata
| 19 giugno 2004 | Graz Giants | 28 – 15 (3-0 19-7 6-0 0-8) | Danube Dragons | (400 spett.) |

| 20 giugno 2004 | Carinthian Cowboys | 0 – 35 (a tavolino) | Vienna Vikings |  |

### Classifica
La classifica della regular season è la seguente:
- PCT = percentuale di vittorie, G = partite giocate, V = partite vinte,  P = partite perse, PF = punti fatti, PS = punti subiti

| Pos. | Squadra               | PCT   | G | V | N | P | PF  | PS  |
| ---- | --------------------- | ----- | - | - | - | - | --- | --- |
| 1    | Vienna Vikings        | 1.000 | 6 | 6 | 0 | 0 | 278 | 71  |
| 2    | Tirol Raiders         | .833  | 6 | 5 | 0 | 1 | 236 | 118 |
| 3    | Graz Giants           | .667  | 6 | 4 | 0 | 2 | 209 | 143 |
| 4    | Danube Dragons        | .500  | 6 | 3 | 0 | 3 | 164 | 178 |
| 5    | Cineplexx Blue Devils | .333  | 6 | 2 | 0 | 4 | 149 | 157 |
| 6    | Carinthian Cowboys    | .167  | 6 | 1 | 0 | 5 | 57  | 223 |
| 7    | Carinthian Falcons    | .000  | 6 | 0 | 0 | 6 | 64  | 267 |

## Playoff

### Tabellone
|  | Semifinali | Semifinali     | Semifinali |               |    | Austrian Bowl XX | Austrian Bowl XX | Austrian Bowl XX |  |
|  |            |                |            |               |    |                  |                  |                  |  |
|  | 1          | Vienna Vikings | 55         |               |    |                  |                  |                  |  |
|  | 1          | Vienna Vikings | 55         |               |    |                  |                  |                  |  |
|  | 4          | Danube Dragons | 7          |               |    |                  |                  |                  |  |
|  | 4          | Danube Dragons | 7          |               | 1  | Vienna Vikings   | 20               |                  |  |
|  |            |                |            |               | 1  | Vienna Vikings   | 20               |                  |  |
|  |            |                | 2          | Tirol Raiders | 28 |                  |                  |                  |  |
|  | 2          | Tirol Raiders  | 2          | Tirol Raiders | 28 | 49               |                  |                  |  |
|  | 2          | Tirol Raiders  |            |               |    |                  |                  |                  |  |
|  | 3          | Graz Giants    | 13         |               |    |                  |                  |                  |  |

### Semifinali
| 3 luglio 2004 | Tirol Raiders | 49 – 13 (7-10 7-14 0-20 6-0) | Graz Giants | (1500 spett.) |

| 4 luglio 2004 | Vienna Vikings | 55 – 7 (7-0 14-10 21-0 13-14) | Danube Dragons | (2000 spett.) |

### Austrian Bowl XX
| 17 luglio 2004 | Vienna Vikings | 20 – 28 (0-7 14-7 0-14 6-0) | Tirol Raiders | (2500 spett.) |

## Verdetti
- Tirol Raiders Campioni dell'Austria 2004